# Temelucha subnasuta
Temelucha subnasuta är en stekelart som först beskrevs av Thomson 1890.  Temelucha subnasuta ingår i släktet Temelucha och familjen brokparasitsteklar. Inga underarter finns listade i Catalogue of Life.